# 周懋昭
周懋昭（14世紀—1421年），後改姓徐，字勉明，江西南昌府豐城縣火巷人，明朝政治人物。

## 生平
周懋昭是永樂十二年（1414年）甲午科江西鄉試舉人，十六年（1418年）戊戌科二甲第十二名進士。授庶吉士，更加努力學習，三年後因病去世，人們都為他可惜。夫人豐城孫氏，生下遺腹子徐仁，誓言不再嫁人，以紡織苦供養舅姑。

## 引用
1. 1 2  同治《豐城縣志·卷十七·人物》：徐懋昭，字勉明，火巷人，穎敏工文詞，登永樂進士，選庶吉士，讀書中秘益進於學，旋以疾卒，士論惜之。
2. ↑  同治《豐城縣志·卷八·選舉》：永樂十二年甲午鄉試 解元陳循 ……周懋昭 詳進士，舊志作丁酉科……永樂十六年戊戌李騏榜 徐懋昭 初姓周，火巷人，翰林院庶吉士，有傳
3. ↑  《明太宗文皇帝實錄·卷一百九十八》：（永樂十六年三月）丙寅擢……其第二甲第三甲周敘、董璘、楊洪、褚思敬、尹鳳岐、陳詢、徐律、習嘉言、王賓、胡文善、周懋昭、王暹、雷遂、莫珪、孔友諒、秦初等俱為翰林院庶吉士……
4. ↑  四庫全書《江西通志·卷九十七·列女》：孫氏，豐城人，適周懋昭，年甫二十，越三載而懋昭卒于官，遺腹生子仁，誓不再嫁，紡績勤苦供養舅姑。按懋昭官庶吉士，初姓周，後改姓徐，故林志稱周，安志稱徐，今從林志。